# Malattia da reflusso gastroesofageo non erosivo
La malattia da reflusso gastroesofageo non erosivo (NERD, dall'acronimo inglese Non Eroxive Refluxe Disease) è un'entità nosologica caratterizzata dalla presenza di reflusso gastroesofageo o faringo-laringeo in assenza di un danno endoscopico visibile alla gastroscopia.
Ciò prevede che il reflusso di contenuto acido dello stomaco non procura necessariamente un'esofagite, bensì si è scoperto che quest'ultima non è presente in più del 60% dei pazienti reflussori affetti invece da una malattia da reflusso che agisce diversamente o a livello faringo laringeo o a causa di un'ipersensibilità dell'esofago ovvero un esofago ipersensibile.